# Castillo de Agüero (Palencia)

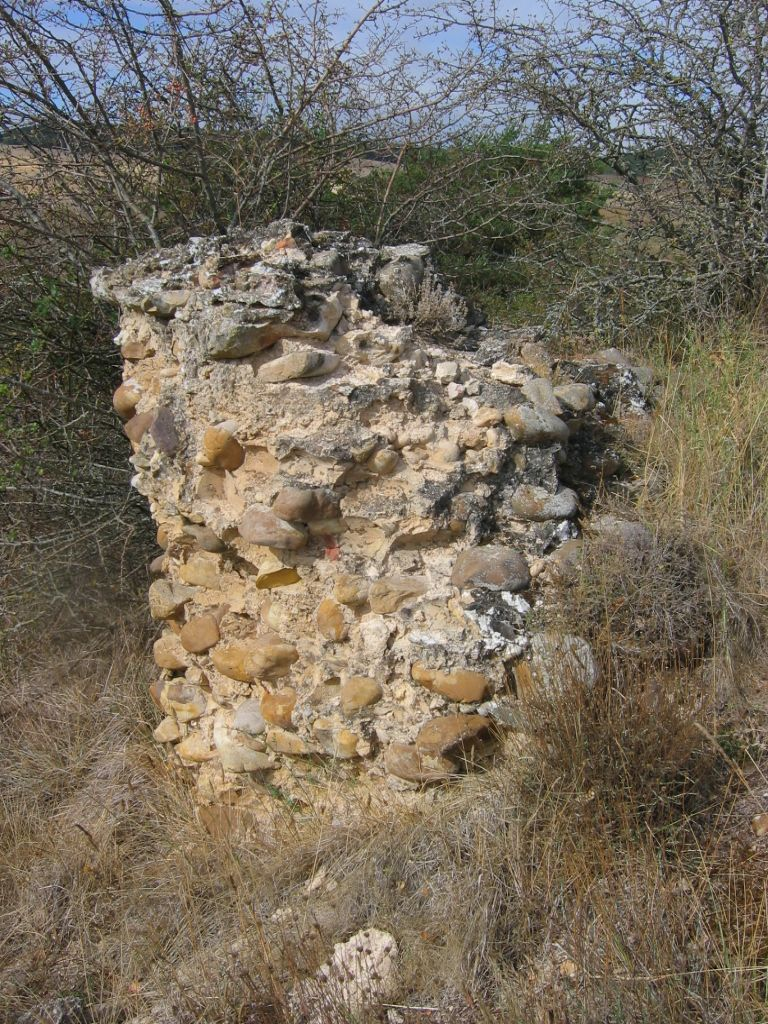
Restos de Cubo de la Barrera en el castillo de Agüero

El castillo de Agüero era una fortificación militar que se erigía en el cerro de Las Cuestas, en la villa de Buenavista de Valdavia, Palencia, Castilla y León, España. Al igual que Barriosuso, nace a la sombra de este castillo y del monasterio de Santa María de Cavarrosa. 
Tras el empuje repoblador de los reyes Alfonso III de Asturias y su nieto Ramiro II de León, Saldaña se erige como centro repoblador de un vasto territorio. El Castillo de Agüero, dependiente de los Condes de Saldaña, sirvió como catalizador de la población del Valle de la Valdavia, cuya vanguardia a su vez, estaba protegida por el castillo de Castrillo, 24 km río Valdavia abajo.
Fue al amparo del castillo de Agüero que la Valdavia se fue repoblando de gentes venidas del Norte: Astures, Lebaniegos, Vascones… pero también cristianos viejos recogidos por Alfonso III más al Sur, los llamados mozárabes.
En el caso de los pueblos de la Valdavia, no existe una pauta para identificar el origen concreto de los fundadores de cada uno de los pueblos. Si bien, ciertos pueblos compuestos por la fórmula Villa más un patronímico, nos puede dar una pista del origen de estos colonos. Así Villamelendro (Villa de Melendro), nos habla probablemente del origen Astur o Lebaniego de sus fundador. Villasila (Villa de Cixila), nos habla de un personaje de raigambre visigótica. Villabasta (Villa de Abastas) nos habla de un fundador de origen mozárabe, y Villaeles (Villa de Félix) nos habla de un personaje de origen Hispanorromano.
En cuanto al nombre de Agüero, éste proviene del manantial que aún hoy se conserva en la colina donde se erigió el castillo. Este manantial con propiedades adivinatorias fue el que dio nombre no solo al castillo, sino a las dos localidades que nacieron a sus pies, Agüero de Yuso (hoy Buenavista de Valdavia) y Agüero de Suso (hoy Barriosuso). 

## Historia

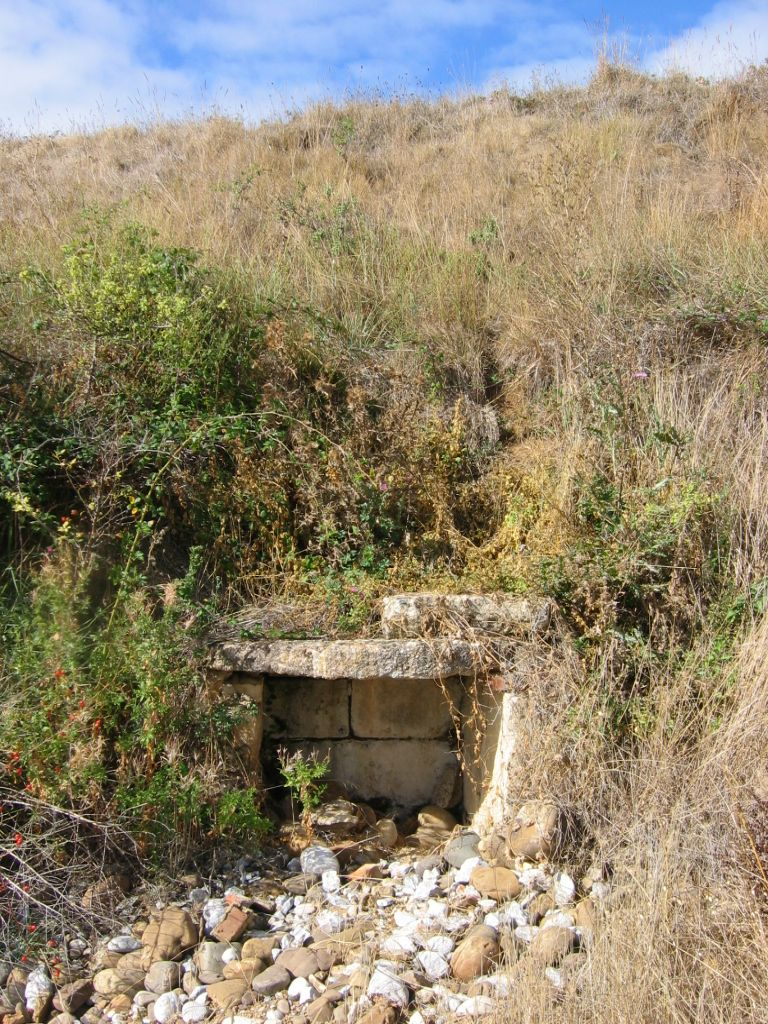
Uno de los manantiales del cerro de las Cuestas

La primera referencia escrita data de 1215, cuando se funda el monasterio de Santa María de la Vega en Renedo de la Vega, gracias la donación del Conde Rodrigo Rodríguez de Girón y su mujer Inés Pérez. El rey Enrique I cede dicho cenobio a la villa de Agüero, donación que es posteriormente ratificada por Fernando III. Más tarde este patrimonio pasaría a formar parte del de San Zoilo de Carrión. 
El día 30 de abril de 1224, el Rey Santo y su esposa, Don Rodrigo Rodríguez de Girón, conde de Saldaña y Carrión, Don Munio, Abad de Sta. María de la Vega, Don Rodrigo Álvarez (obispo de León) y Juan Pedro Merino, firman en Saldaña el Fuero de Agüero, en el que se establecen las normas municipales de Buenavista y su barrio, el cual según parece, es renovación de un privilegio anterior. 
En los mencionados fueros se hace referencia en varias normas al Palacio. Se desconoce el lugar donde estuvo edificado dicho palacio ni más datos sobre el mismo, salvo que se le pudiera identificar con el propio castillo, el cual no aparece mencionado en ninguna de las normas municipales. El original está en la Biblioteca Nacional y en él se puede leer: Qui esta carta quisier crebantar sea maledito e descomulgado, e freche en coto. mil. maravedis al Rey. 
En 1351 en el Becerro de las Behetrías, aparece como Agorio de Yuso y en el que figura como lugar solariego de Garcí Fernández Manrique, pagando al rey moneda y servicios, pero no yantar, martiniega, ni fonsadera. 

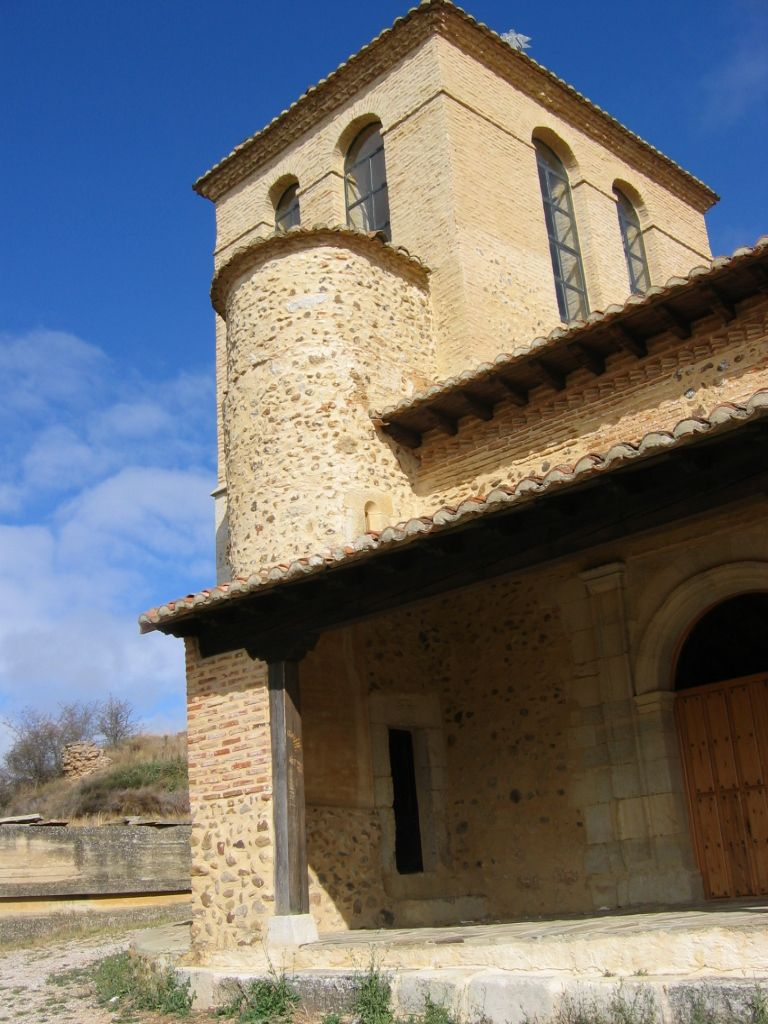
Iglesia de los Santos Justo y Pastor. Detrás se aprecia el resto de cubo del castillo

A mediados del siglo XIV la Villa pertenece a Garci II Fernández Manrique de Lara. Tras la muerte de éste en 1362, Agorio de Yuso y la cercana localidad de Renedo de Valdavia, pasa a pertenecer a su hija Teresa Manrique. 
En el Becerro de las Presentaciones de León (siglos XIII-XV) ya aparece como Agüero de Yuso. 
En 1414, Juan Velasco (señor del Castillo de Agüero) disponía de seis vasallos solariegos de los veinticuatro que había, que pagaban por infurción, tres cuartos de centeno y tres maravedís de moneda vieja. 
En el siglo XIV, el señorío de los Velasco, dueños de Cervera y de Herrera de Pisuerga, se anexionan Agüero y Polvorosa con idea de controlar la entrada hacia los pastos del Norte (Cordel Cerverano), el cual discurre parejo al Buenavista y a Polvorosa río Valdavia abajo.
En el siglo XVII desaparece el nombre de Agüero en favor del de Buenavista y en el Catastro de Ensenada del año 1754, no se le menciona, probablemente por haber sido desmantelado anteriormente para la construcción de la Iglesia de los Santos Justo y Pastor. A finales del siglo XVIII la localidad figura como lugar de realengo, perteneciente al partido de Carrión, en la Provincia de Toro. 
En 1788 Tomás López, menciona en su descripción de Buenavista a una parroquia (San Justo y Pastor), dos ermitas (Santa Águeda y San Roque), un castillo malparado de cal y canto en lo alto de la parroquia de Santos Justo y Pastor. Y amarrado junto a él ay una campiña en cuadro cercada de tesera a todos cuatro costados que llaman la sala de los moros, la que a todos lados tiene fosos y contrafosos, y en uno de estos, que es el que está a la parte de oriente, ay una fuente embutada de piedra de sillería muy hermosa, una escuela, seis molinos de fabricar aceite, talleres de lienzos llanos y una tejera.
En 1855 según Pascual Madoz solamente existían algunos vestigios del castillo de Cabarrosa, nombre por el que también era conocido y que tomaba de un río cercano, el cual a su vez toma nombre de la antigua fundación monástica de Santa María de Cavarrosa. 
En 1093 encontramos la siguiente referencia al monasterio de Santa María de Cavarrosa en un documento del Monasterio Real de San Benito de Sahagún: In alfoze de Saldania, monasterium de Sancte Marie de Kavarrosa, cum sua herencia... A pesar de no quedar ningún vestigio del Monasterio, aún se conserva la talla de Nuestra Señora de Cavarrosa venerada en la iglesia de Barriosuso.

## Descripción

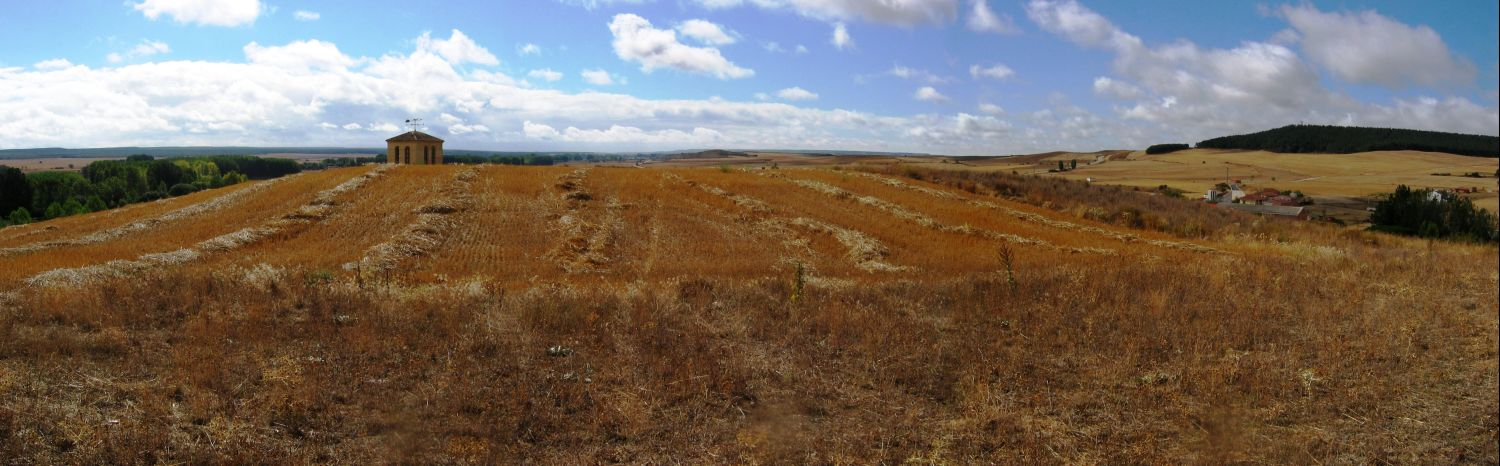
Panorámica del solar ocupado por el castillo de Agüero. En primer término se aprecia la depresión del Foso. Detrás la torre de la Iglesia de los Santos Justo y Pastor

El castillo se instaló sobre una pequeña colina, recortada en todas sus caras salvo en la parte Norte junto al río Valdavia. Se conserva un resto de muro de 1,70 de ancho, largo y alto, sin llegar a formar un cubo al haber perdido material en la parte sur y estar algo redondeado. Estaba construido con cal, canto y sillares al estilo del castillo aún conservado de Castrillo de Villavega.
En su lado norte, aún se aprecia la depresión en la que debió de existir una cava o foso que protegía al castillo por este flanco. También se conservan varios manantiales a lo largo de la colina. Incluso uno de ellos presenta una serie de sillares formando una fuente en lado oriental, cerca de la Torre de la Iglesia de los Santos Justo y Pastor, como menciona Tomás López en 1788, probablemente uno los manantiales o agüero que le dio nombre al castillo.